# Fakulta textilní Technické univerzity v Liberci
Fakulta textilní (FT) je jednou ze sedmi fakult Technické univerzity v Liberci a byla založena roku 1960.

## Děkani fakulty
- prof. Ing. Jaroslav Simon (1960–1973)
- prof. Ing. Dr. techn. Radko Krčma, DrSc. (1973–1980)
- prof. Ing. Jáchym Novák, CSc. (1980–1983)
- doc. Ing. Vladimír Moravec, CSc. (1983–1987)
- prof. Ing. Jáchym Novák, CSc. (1987–1990)
- prof. Ing. Jaroslav Nosek, CSc. (1990–1991)
- doc. Ing. Otakar Kunz, CSc.  (1991–1994)
- prof. Ing. Jiří Militký, CSc. (1994–1999)
- prof. Ing. Radko Kovář, CSc. (2000–2002)
- prof. Ing. Jiří Militký, CSc. (2003–2008)
- prof. RNDr. Aleš Linka, CSc. (2009–2012)
- Krátké období bez děkana, vedením fakulty rektor Zdeněk Kůs pověřil Ing. Gabrielu Krupincovou.
- Ing. Jana Drašarová , Ph.D. (2012–2020)
- doc. Ing. Vladimír Bajzík, Ph.D. (2020–dosud)

## Katedry
- Katedra oděvnictví (KOD)
- Katedra materiálového inženýrství (KMI)
- Katedra designu (KDE)
- Katedra textilních technologií (KTT)
- Katedra hodnocení textilií (KHT)
- Katedra netkaných textilií a nanovlákenných materiálů (KNT)